# Dubai Holding
Dubai Holding (arabisch دبي القابضة) ist eine Holdinggesellschaft, die der Regierung von Dubai gehört. Sie verwaltet das Vermögen von Scheich Muhammad bin Raschid Al Maktum, der 99,67 Prozent an der Dubai Holding hält.
Die Dubai Holding verwaltet und kontrolliert über 20 Unternehmen aus den Bereichen Immobilien, Gebäude, Finanzen, Gesundheit, Energie, Forschung, Bildung, Unterhaltung, Medien, Internet, Tourismus und Biotechnologie. Ahmad Bin Byat ist Präsident der Dubai Holding.

## Konzernstruktur

### Dubai International Capital (DCI)
Dubai International Capital (DIC) wurde im Oktober 2004 als Teil der internationalen Investitionen der Dubai Holding gegründet. Es werden Investitionen in drei Bereichen getätigt:
Global Buy-Outs

Konzentration auf sekundäre Leveraged Buy-Outs (LBO) von Unternehmen in Europa, Nordamerika und Asien.
MENA Investments
- Investments in MENA-Regionen (Middle-East and Northern-Africa)
- Investments in Leveraged Buy-Outs, Fonds, Co-Investments
- Investments in Infrastruktur, Wachstum, Entwicklung und Kapital

Public Equities
Investitionen in börsennotierte Unternehmen
Dubai International Capital soll dabei eine möglichst hohe Rendite für seine Anteilseigner, die Herrscherfamilie des Emirates Dubai schaffen.

### Dubai Group
Die Dubai Group wurde 2004 gegründet und umfasst folgende Bereiche:
- Dubai Investment Group
- Dubai Banking Group
- Dubai Financial Group
- Dubai Capital Group
- Dubai Insurance Group
- Noor Investment Group

### Dubai Properties
Dubai Properties ist für die Entwicklung von großen Bau- und Immobilienprojekten innerhalb des Emirates Dubai zuständig:
Jumeirah Beach Residence

Jumeirah Beach Residence ist ein 1,7 Kilometer langes und über 2 Millionen Quadratmeter großes Gebiet an der Dubai Marina. In diesem Gebiet sollen 36 Wohnhäuser und 4 Hotels für über zehntausend Menschen entstehen. Dazu gehören auch die Al Fattan Marine Towers. Das Projekt wird über 6 Milliarden VAE-Dirham kosten.
Business Bay

Business Bay soll ein zentrales Geschäftsviertel mit über 230 Wolkenkratzern umfassen.
Culture Village

The Villa

Tijara Town

### Jumeirah Group
Die Jumeirah Group ist eine Hotelkette, die sich auf Luxushotels spezialisiert hat.
- Burj al Arab
- Emirates Towers
- Madinat Jumeirah

Darüber hinaus sollen zahlreiche neue Luxushotels entwickelt werden, beispielsweise in Argentinien, Bahrain, Bermude, Shanghai, Bali, Macao, Malediven, Thailand.

### Tatweer
Tatweer (arabisch تطوير – Entwicklung) widmet sich der Verwaltung von Gesundheits-, Energie-, Tourismus-, Unterhaltungs- und Industrie-Sektoren.
Freizeit und Unterhaltung
- The Tiger Woods Dubai
- Dubailand
- Global Village
- Universal Studios Dubai
- Bawadi
- Arab Media Group[1]

Wissen und Immobilien
- Moutamarat
- Dubai Industrial City
- Mizin

Energie + Gesundheit
- Dubai Healthcare City
- Dubai Energy
- Dubai Mercantile Exchange
- Empower Energy Solutions

### TECOM Investments
TECOM umfasst Unternehmen der Informationstechnologie und Telekommunikation:
- Dubai Internet City
- Dubai Media City
- Dubai Studio City
- Dubai Knowledge Village
- Dubai Outsource Zone – A Free economic zone for outsourcing companies in Dubai.
- Dubiotech
- eHosting Datafort – Internet hosting service
- Empower – ein Fernkühlungsunternehmen
- Samacom oder Du (20 %)